# اشتفان هورن‌گاشر
اشتفان هورن‌گاشر (انگلیسی: Stefan Horngacher؛ زادهٔ ۲۰ سپتامبر ۱۹۶۹) اسکی‌باز پرش اهل اتریش است.